# Divya Deśmukh
Divya Deśmukh (in marathi दिव्या देशमुख; Nagpur, 9 dicembre 2005) è una scacchista indiana, grande maestro.
Ha vinto due medaglie d'oro e una medaglia di bronzo alle Olimpiadi degli scacchi e una Coppa del Mondo nel 2025. È la quarta donna indiana ad aver ottenuto il titolo di grande maestro assoluto.

## Carriera
Figlia di due medici, Jitendra e Namratha, inizia a giocare all'età di cinque anni. Durante la sua attività giovanile vince il titolo nazionale femminile under 7, under 10 e under 12 e due volte il mondiale giovanile, prima nella categoria under 10 e dopo nella categoria under 12, rispettivamente nel 2014 e nel 2017.
Tra il 2022 e il 2023 vince la medaglia di bronzo individuale alle Olimpiadi di Chennai e due volte consecutive il titolo nazionale femminile.
Nel 2024 vince il Mondiale juniores, svoltisi in casa a Gandhinagar, con la prestazione di dieci punti su undici turni, distanziando la seconda classificata di mezzo punto. Vince la medaglia d'oro di squadra alle Olimpiadi di Budapest, dove in terza scacchiera contribuisce al successo della rappresentativa femminile indiana ottenendo nove punti e mezzo su undici partite giocate, risultato questo che le fa vincere anche la medaglia d'oro individuale di scacchiera.
Nel 2025 vince la Coppa del Mondo a Batumi, battendo rivali più quotate come Zhu Jiner, Harika Dronavalli, Tan Zhongyi e Humpy Koneru. Ciò le consente, per regolamento internazionale, di ottenere il titolo di grande maestro assoluto, senza la necessità di raggiungere i 2500 punti Elo né di dover ottenere le norme richieste generalmente dalla FIDE per tale titolo.